# Палац урочистих подій (Хмельницький)
Палац урочистих подій (місто Хмельницький, вулиця Героїв Маріуполя, 4) — споруда громадсько-адміністративної забудови, місце розташування відділу реєстрації актів цивільного стану та проведення урочистих церемоній. Розташований в реконструйованому особняку початку XX століття. Пам'ятка архітектури місцевого значення.

## Історія
Особняк споруджений у 1903 р. і належав одному з проскурівських лікарів.
З початку Першої світової війни будинок перейшов у державне військове відомство Російської армії, і з 19 липня 1914 р. в ньому містився штаб 8-ї армії Південно-Західного фронту. В цьому ж будинку були виділені три житлових кімнати для командувача армії, генерала від кавалерії Олексія Брусилова (1853—1926), який став відомим завдяки проведеній наступальній операції 1916 р. («Брусиловський прорив»). З 1921 р. особняк переходить у розпорядження 1-ї дивізії, а згодом корпусу Червоного козацтва — тут облаштували квартири для командного складу червоних козаків. Так, у 1921—1937 рр. в будинку № 4 жив Дьомичев Михайло Петрович (1885—1937) — командир 1-ї дивізії, з 1928 р. — командир корпусу Червоного козацтва, безпідставно репресований у 1937 р. Одночасно, у будинку були кімнати для гостей, що прибували до проскурівського гарнізону. Свого часу в них зупинялися відомі радянські воєначальники С. Будьонний, К. Ворошилов, Й. Якір, В. Примаков, а також лідер Французької компартії Марсель Кашон (відвідав Проскурів у 1928 р. для зустрічі з підшефною дивізією Червоного козацтва).
Після Другої світової війни в будинку розташувалася міська дитяча лікарня, для потреб якої у 1970-х рр. із західного боку прибудували двоповерховий корпус. З 2001 р. приміщення після капітального ремонту використовується як Палац урочистих подій.

## Архітектура
Двоповерховий, цегляний, тинькований, у плані прямокутний. Складається з двох частин: особняк початку XX ст. та прибудова 1970-х рр. Особняк виконаний з використанням елементів бароко. У асиметричній об'ємно-просторовій композиції вирізняються бічний ризаліт великого виносу та бічна розкріповка. Ризаліт має парадний вхід, на рівні другого поверху підкреслений канелюрованими колонами коринфського ордеру та увінчаний чотиригранним шатром із люкарною. Такими само колонами фланкована розкріповка, яка має балкон та завершується аттиком із люкарною. Перший поверх будинку рустований, другий — багато декорований ліпними деталями, серед яких вирізняються кронштейни карнизу, наріжні вази на аттиках, лучкові сандрики, що спираються на канелюровані колони (у оздобленні вікон ризаліту та розкріповки), рослинний орнамент підвіконних ніш тощо. Прибудова виконана з дотримуванням загального стилю старої будівлі, але майже не має елементів оздоблювання. Архітектурний декор підкреслено пофарбуванням.

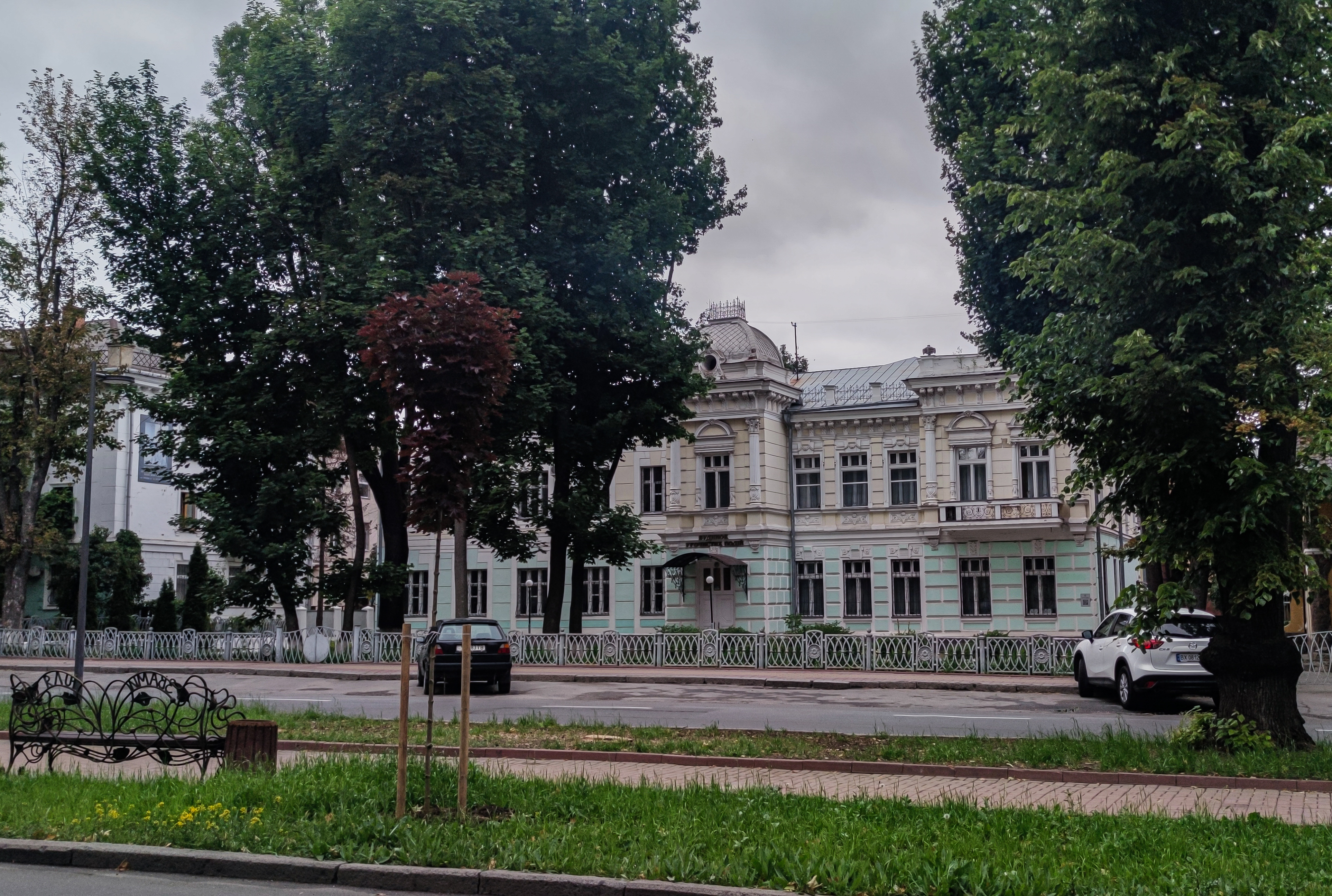
Загальний вид
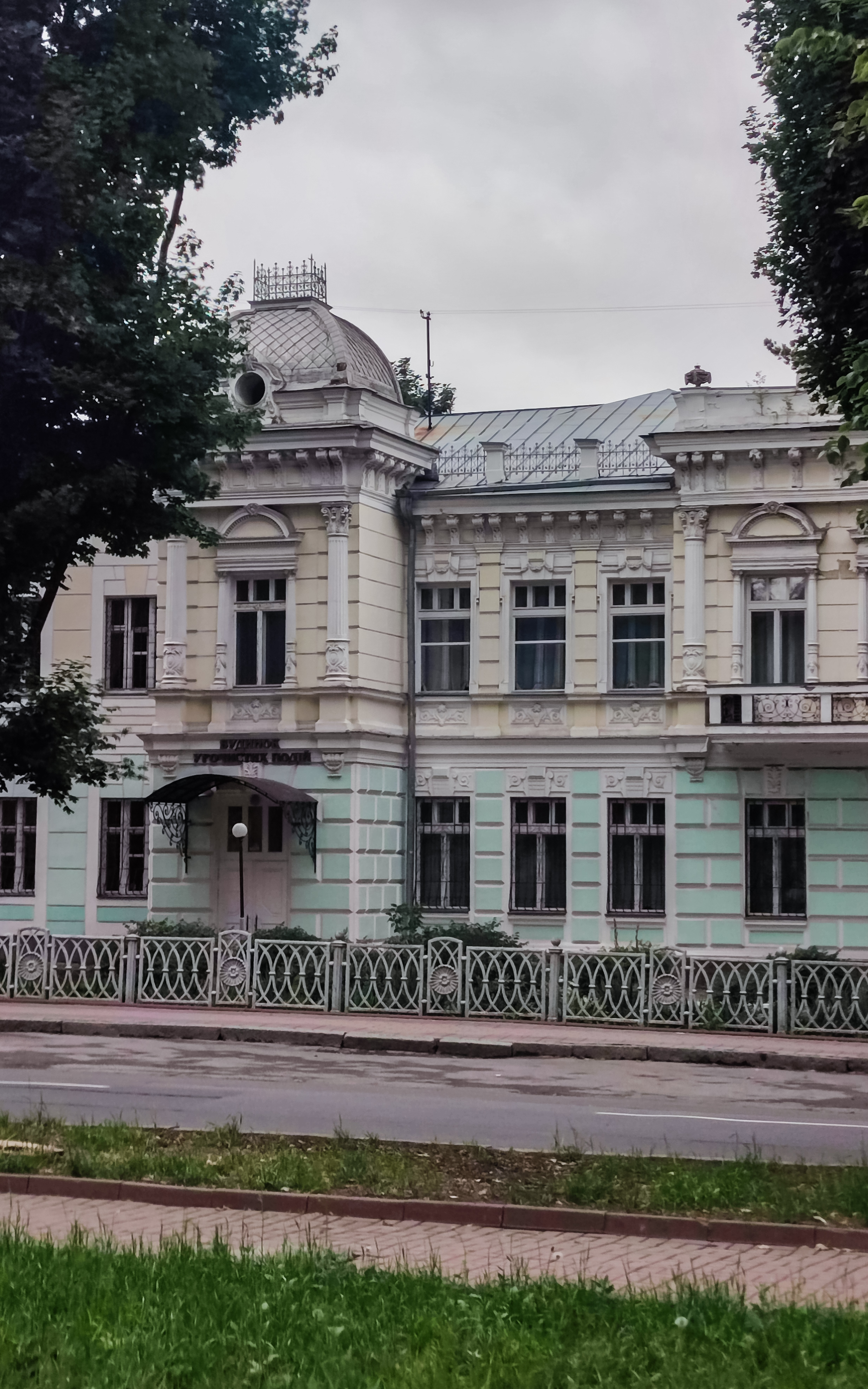
Вид на центральну частину